# Entitat d'Àmbit Territorial Inferior al Municipi
Una entitat d'àmbit territorial inferior al municipi (EATIM) és una unitat administrativa que existeix a totes les comunitats autònomes d'Espanya, amb caràcter intramunicipal; també denominades des d'antic Entitats Locals Menors. El seu concepte agrupa diversos tipus de poblament, dependents d'una altra localitat més gran, però amb administració autònoma superior a la de la pedania o de l'annex, entre d'altres.

## Constitució
Per a la seva constitució fa falta l'existència d'un nucli de població separat d'un altre major en el que es localitza l'ajuntament. La seva creació pot ser sol·licitada pels veïns del nucli menor, sent necessària majoria simple.

## Competències
Les EATIM estan regides per un alcalde pedani i una junta veïnal. Poden tenir les següents competències: construcció, conservació i reparació de fonts, safaretjos i abeuradors, vigilància de camins rurals, muntanyes, fonts i rius, administració i conservació del patrimoni, regulació de l'aprofitament dels seus béns comunals, execució d'obres o prestació de serveis de competència municipal.

## Legislació de les Comunitats Autònomes
Algunes comunitats autònomes d'Espanya han desenvolupat legislativament formes similars d'organització submunicipal als seus respectius territoris sota altres noms específics com el d'entitat local menor (Aragó, Castella i Lleó i Galícia), entitat local autònoma (Andalusia), entitat municipal descentralitzada (Catalunya) o pedania (Comunitat Valenciana i Regió de Múrcia).
A Espanya, existeixen més de 3.000 entitats d'àmbit territorial inferior al municipi.

## Aplicació a Catalunya
A Catalunya les EATIM s'anomenen Entitats Municipals Descentralitzades.